# Військовий заколот у Малі (2020)
Військовий заколот у Малі стався з 18 серпня 2020 року в результаті втручання Збройних сил Малі під командуванням полковника Садіо Камара в політичну кризу. У підсумку солдати затримали кількох урядових чиновників, включаючи президента Ібрагіма Бубакара Кейта, який пішов у відставку та розпустив уряд.
Це другий переворот у країні за менш ніж 10 років після перевороту 2012 року.

## Хронологія
18 серпня 2020 року частини Збройних сил Малі, влаштували заколот. Солдати на пікапах штурмували військову базу Саундіата у місті Каті, де сталася перестрілка до того, як роздали зброю зі збройового складу, і були заарештовані старші офіцери. На вулицях міста були помічені танки та бронетехніка, а також військові вантажівки, що направлялися до столиці Бамако.
Заколотники, імовірно очолювані полковником Садіо Камара, заарештували міністра фінансів Абдулая Даффі, начальника штабу національної гвардії, і Мусу Тімбіне, спікера національних зборів. Президента Ібраїма Бубакара Кейта було переведено до безпечного місця.
До вечора бунтівники заарештували сина президента Каріма Кейта й прем'єр-міністра Бубу Сіссе. Були також затримані ряд міністрів і високопоставлених офіцерів країни, у тому числі глави міністерства закордонних справ і міністерства оборони. Путчисти висунули вимогу, щоб чинний президент Малі Ібрагім Бубакар Кейта покинув країну.
19 серпня військові, що захопили владу, створили «національний комітет порятунку народу» й закрили всі зовнішні кордони країни, увівши комендантську годину з 21:00 до 5:00. Начальник штабу ВПС Малі полковник Ісмаель Ваге запросив усі опозиційні групи почати переговори, що визначитись з умовами нових виборів.

## Міжнародна реакція
Представники ЄС та Африканського союзу, а також ООН засудили переворот, до чого приєднались представники ряду країн, в тому числі Франції, США, Канади, Росії, Туреччини та Китаю.